# 3DO Interactive Multiplayer
3DO Interactive Multiplayer, meglio noto come 3DO, è una console da tavolo presentata nel 1993 e commercializzata verso la fine dello stesso anno da Panasonic, GoldStar, Sanyo e Creative Technology.

## Storia
Sviluppata dalla The 3DO Company da un'idea di Trip Hawkins dopo aver abbandonato la Electronic Arts, la produzione della console veniva affidata in licenza alle diverse società, unite in consorzio, che avevano progettato e sviluppato la console basandosi sulle specifiche tecniche concepite dalla New Technology Group, società gestita da Dave Needle e R. J. Mical. Sebbene AT&T, Samsung e Toshiba avessero ottenuto le licenze necessarie, decisero di non lanciare mai le proprie versioni del sistema.
Inoltre, gli obiettivi iniziali di Hawkins erano Matsushita, Sony e Philips, leader del settore CD. Mentre la prima accettò, le altre rifiutarono avendo già in sviluppo una propria macchina (Sony) o perché disinteressate alla faccenda (Philips). Tom Kalinske, numero uno della divisione americana di SEGA, confermò inoltre che, dopo aver saputo delle specifiche del 3DO, la compagnia tentò di ottenere in esclusiva la licenza del sistema, per sostituire il Mega Drive. New Technology Group però non volle accettare, avendo già accordi con molti partner, che avrebbero garantito maggiore ritorno economico rispetto a un'unica trattativa con SEGA.
La console si rivelò un grosso fallimento e la produzione cessò definitivamente nel 1996.
Uno dei motivi dell'insuccesso risiede nel fatto che i suoi creatori la fecero produrre alle terze parti licenzatarie. Questo diede vita a numerosi cloni, ma che presentavano alcune differenze fra loro, non solo estetiche; per questo motivo i compratori, non riuscendo bene a identificare la console con un solo marchio, furono scoraggiati.
Un altro motivo fu il prezzo di lancio molto elevato, 699 dollari a settembre 1993, che sebbene sceso a 499$ entro febbraio 1994, aveva ormai dato alla console la reputazione di troppo costosa. Altre motivazioni comunemente attribuite al fallimento sono la scarsità di buoni giochi e di icone celebri; ci furono anche molte perle, ma la maggior parte dei titoli erano disponibili su altre piattaforme o uscirono troppo tardi e con troppa poca pubblicità. Presto la console si trovò a competere senza speranza con i due colossi PlayStation e Sega Saturn.

## Caratteristiche
Secondo i dettami stabiliti dal consorzio, la macchina doveva disporre di un lettore di CD-ROM a doppia-velocità di trasferimento dati a 300 kB/s con un buffer con RAM da 32 kB, e di un sistema operativo multitasking a 32 bit. 
Panasonic, le cui versioni erano conosciute come R•E•A•L, fu la più intraprendente, esordendo subito sul mercato con lo "FZ-1". Disponibile alla cifra di 699,99 dollari, si identificava nella fascia alta del mercato e si distingueva per una buona qualità costruttiva. Ad esso fece seguito lo "FZ-10", variante low-cost, molto meno pregiata e al prezzo di 499.99 dollari. Infine, solo per il mercato giapponese, arrivò il controverso "ROBO": un 3DO con un lettore a cinque dischi, molto raro e dai prezzi assai proibitivi.
GoldStar invece decise sin da subito di puntare su una versione economica, conosciuta come GDO. Ne uscirono in tutto tre incarnazioni. Dapprima arrivò, solo per il mercato sudcoreano, il "101", simile nell'aspetto allo FZ-1 di Panasonic. Seguì subito il "101M", per il mercato nordamericano ma, soprattutto, per quello europeo, dal design più originale. Infine, solo in Corea del Sud, fu disponibile il "203P", simile a PlayStation. In ogni caso, tutte e tre le varianti si contraddistinguevano per una scarsa qualità di assemblaggio e per il basso costo, pari a 399,99 dollari.
Dal canto suo Sanyo piazzò il sistema nei soli negozi di elettronica specializzati, concependolo come hardware high-tech. In effetti questo modello, noto come TRY, era superiore agli altri in ogni suo aspetto. La decisione di venderlo a prezzi esorbitanti, superiori al migliaio di dollari, unita al fatto che fosse acquistabile solo in Giappone, rende questo 3DO il più raro e ricercato dai collezionisti.
Infine Creative Technology optò nel proporlo come scheda video per PC, chiamandolo Blaster. Permetteva, in linea con le altre schede acceleratrici, di donare prestazioni all'avanguardia ai computer, fornendo inoltre un'interfaccia CD-ROM integrata ed il joypad, rendendo di fatto eseguibili su PC i giochi 3DO. Rispetto ad altre schede ISA, tale tecnologia era però più costosa, piazzandosi sui 599,99 dollari. 
In Giappone inoltre, alcuni gestori di sale giochi, incastonarono alcuni FZ-1 di Panasonic in dei cabinati, spacciandoli per macchine arcade. In realtà erano loro a cambiare disco ogni volta che ce ne fosse bisogno, rendendo di fatto multiuso questi coin-op.
I giochi e il software sviluppato erano eseguibili su ciascuno di questi modelli. La volontà di enfatizzare i nuovi supporti CD fece sì che molti titoli presentassero filmati in full motion video.

## Specifiche tecniche

### Processore
- 32-bit 12.5 MHz RISC CPU (ARM60) realizzato da Advanced RISC Machines (ARM) (equivalente per potenza ad un Motorola 68030 a 25 MHz)
- Coprocessore matematico
- 32 kB SRAM[3]

### Scheda di sistema
- Velocità bus di 50 Mbit/s
- 36 canali DMA
- 2 MB di RAM principale[3]
- 1 MB di VRAM[3]
- 2 porte di espansione

### Video
- Risoluzione 640×480 (interpolata), 320×240 (effettiva) a 60 Hz per la versione NTSC e 768×576 (interpolata), 384×288 (effettiva) a 50 Hz per la versione PAL con una palette di colori a 16-bit (da 24 bit) oppure a 24 bit con colori originali.[4]
- 2 co-processori video con capacità di produrre 9-16 milioni di pixels per secondo (36-64 megapix/s interpolati), distorsioni, ridimensionamenti, rotazioni e texture mappate.

### Audio
- 16 bit stereofonico[3]
- Frequenza di campionamento di 44,1 kHz[3]
- Supporto del Dolby Surround
- DSP personalizzato a 20 bit  – accumulatore a 20 bit con registri di parametro 16 bit per una maggior precisione

## Videogiochi
Vennero pubblicati ufficialmente oltre 300 titoli per 3DO Interactive Multiplayer, inclusi edutainment e raccolte. Le stime sui videogiochi vanno da 200 fino a 340 contando anche prototipi non ufficialmente pubblicati. Molti dei giochi furono pubblicati esclusivamente in Giappone, e molti furono incentrati sulla tecnica full motion video.
Secondo una selezione fatta dalla rivista Retro Gamer, dichiaratamente soggettiva, i dieci più grandi giochi per 3DO sono Lucienne's Quest, Star Control 2, Road Rash, Policenauts, Snow Job, Immercenary, Return Fire, Way of the Warrior, The Need for Speed, Wing Commander III.
La stessa rivista, in una successiva selezione di "giochi definitivi", nomina inoltre Doctor Hauzer, Novastorm, Powers Kingdom, Escape from Monster Manor, The Horde, FIFA International Soccer.